# Ioan Alexandrescu (delegat)
Ioan Alexandrescu (n. 29 martie 1867, Vărădia – d. 8 februarie 1948 Vărădia) a fost un deputat în Marea Adunare Națională de la Alba Iulia, organismul legislativ reprezentativ al „tuturor românilor din Transilvania, Banat și Țara Ungurească”, cel care a adoptat hotărârea privind Unirea Transilvaniei cu România, la 1 decembrie 1918.

## Biografie
Ioan Alexandrescu și-a făcut studiile la Școala normală. A fost învățător în Vărădia. Activitatea la catedră și-a început-o la vârsta de 28 de ani, în 1895, la Școala confesională din Vărădia. În cursul carierei sale didactice, Ioan Alexandrescu a instruit multe generații de elevi, cărora le-a insuflat dragostea față de limba maternă și de glia străbună, respectul față de tradițiile strămoșești. În 1916 a fost pus sub supraveghere de autoritățile polițienești maghiare, pentru că și-a manifestat consecvent simpatia față de participarea României la războiul contra Puterilor Centrale.

## Activitatea politică
În toamna anului 1918, când s-au amplificat și acțiunile revoluționare ale românilor caraș-severineni pentru Unirea cu România, Ioan Alexandrescu este ales președinte al Consiliului Național Român din Vărădia, constituit în noiembrie același an. A participat la Marea Adunare Națională din 1 decembrie 1918 ca reprezentant titular al cercului electoral Moravița.